# Bad Teinach-Zavelstein
Bad Teinach-Zavelstein é uma cidade da Alemanha, no distrito de Calw, na região administrativa de Karlsruhe , estado de Baden-Württemberg.